# Giải bóng đá vô địch quốc gia Guam 2012–13
Giải bóng đá vô địch quốc gia Guam 2012–13, có tên chính thức là Giải bóng đá vô địch quốc gia Guam Budweiser vì lý do tài trợ, là giải bóng đá ở Guam.

## Bảng xếp hạng
| XH | Đội                      | Tr | T  | H | T  | BT | BB  | HS   | Đ  | Lên hay xuống hạng |
| -- | ------------------------ | -- | -- | - | -- | -- | --- | ---- | -- | ------------------ |
| 1  | Quality Distributors (C) | 20 | 14 | 4 | 2  | 91 | 29  | +62  | 46 |                    |
| 2  | Guam Shipyard            | 20 | 12 | 1 | 7  | 64 | 42  | +22  | 37 |                    |
| 3  | Fuji-Ichiban Espada FC   | 20 | 9  | 7 | 4  | 83 | 43  | +40  | 34 |                    |
| 4  | Southern Cobras          | 20 | 10 | 4 | 6  | 81 | 57  | +24  | 34 |                    |
| 5  | Paintco Strykers         | 20 | 6  | 2 | 12 | 56 | 67  | -11  | 20 |                    |
| 6  | Doosan FC                | 20 | 0  | 0 | 20 | 17 | 154 | -137 | 0  |                    |